# Szerkat-e Sahami-je Kaghazsazi-je Pars
Szerkat-e Sahami-je Kaghazsazi-je Pars – osiedle w południowym Iranie, w ostanie Chuzestan. W 2006 roku miejscowość liczyła 5909 mieszkańców w 1219 rodzinach.